# Likkutei Sichos

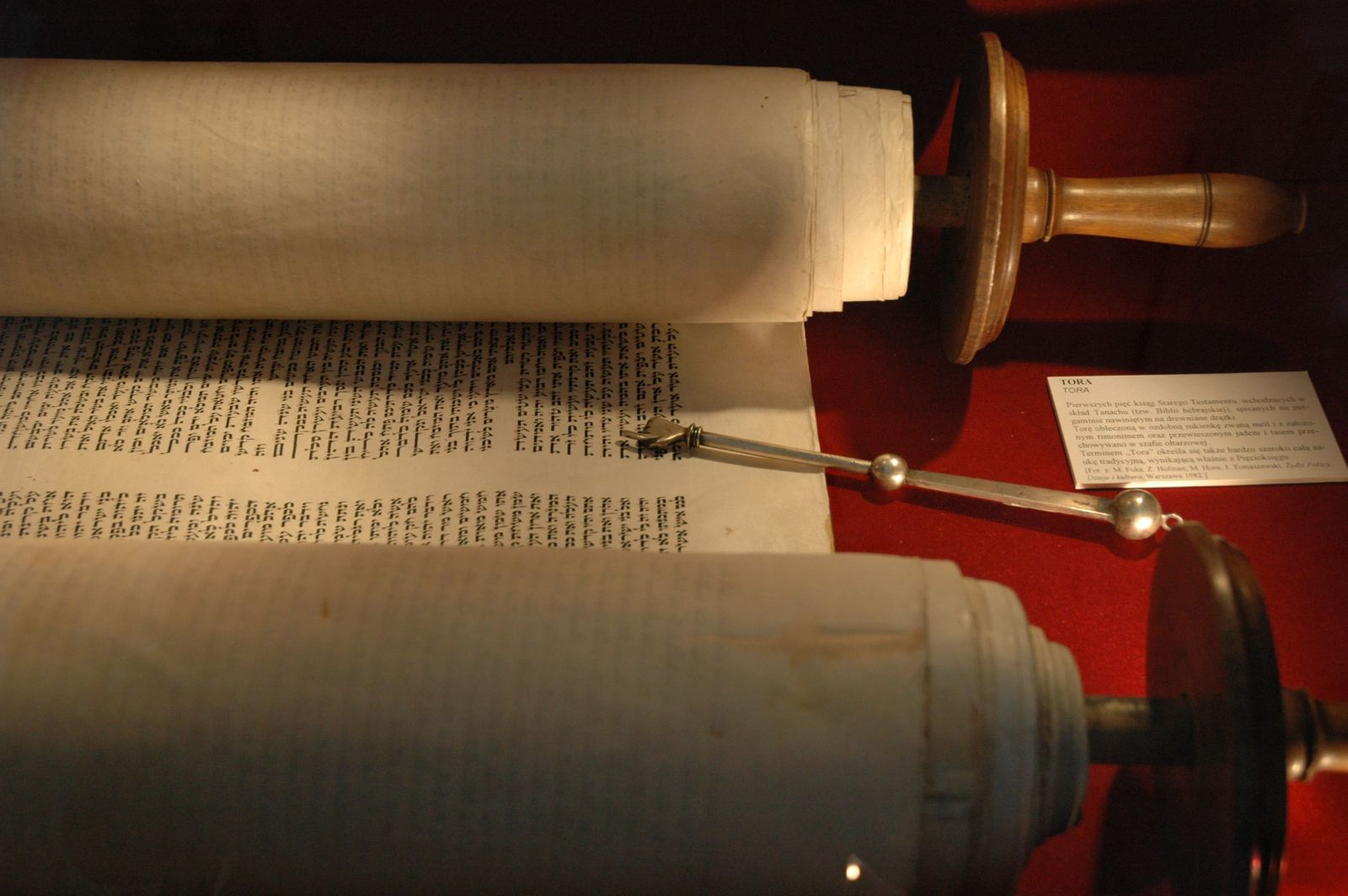
Scrolli della Torah con yad, Museo della Grande Sinagoga di Włodawa – Polonia.

Likkutei Sichos (in ebraico ליקוטי שיחות‎?, lett. Raccolta di discorsi) è un'antologia di saggi che si riferiscono alle porzioni settimanali della Bibbia (Torah, Chumash) e ad occasioni speciali del calendario ebraico e chassidico.
Questi saggi rispecchiano le lezioni informali tenute dal Rebbe di Lubavitch, Rabbi Menachem Mendel Schneerson, nel contesto delle riunioni chassidiche, dette (Farbrengen), nella sinagoga principale di Lubavitch a Brooklyn. Nel corso di una Farbrengen discorsi, storie e dibattiti venivano fatti dal rebbe, melodie chassidiche (Niggunim) venivano cantate, ospiti in visita venivano accolti, si facevano brindisi, ecc.  Il Rebbe iniziò i suoi discorsi pubblici dopo la morte del suo predecessore e suocero, il 6º Rebbe, nel 1950. Assunse ufficialmente la carica di capo religioso facendo il suo primo discorso, (Maamar), nel primo anniversario della morte, nel 1951. I discorsi continuarono fino alla sua malattia del 1992. In molti sermoni il Rebbe faceva in modo di collegare la lettura settimanale della Torah con eventi attuali nel mondo cosicché tutti potessero immedesimare e riportare le idee espresse ad esperienze contemporanee. I volumi della raccolta Likkutei Sichos sono pubblicati dalla Casa Editrice Lubavitch, la Kehot Publication Society.
La redazione dei Sichos rappresenta la maggioranza degli insegnamenti principali del Rebbe con altre sue opere che si concentrano sul profondo misticismo (Maamarim - discorsi  chassidici), la corrispondenza personale, ecc. Guida spirituale, tramite tali insegnamenti, campagne pubbliche e private, contatti con gente di tutte le estrazioni, ebrei e non-ebrei, il Rebbe divenne uno dei leader chassidici più influenti del nostro tempo, con un grande impatto sul più vasto mondo ebraico.

## Produzione
I discorsi furono trascritti da redattori (meinichim) successivamente controllati e riveduti da Rabbi Schneerson. Tale metodo tradizionale veniva usato specialmente perché molti discorsi venivano fatti durante lo Sabbath, quando scrivere non è permesso secondo l'osservanza ebraica. A volte i Farbrengen si svolgevano nei giorni feriali, in occasione di festival. I discorsi venivano poi trasmessi internazionalmente con collegamento telefonico e quindi programmati in America su canali televisivi in diretta. Dopo essere stati riveduti dal Rebbe venivano distribuiti in volumetti in tutto il mondo. Poi erano inclusi in una serie di libri, a tutt'oggi formata da 39 volumi. Voll. 1-9 sono in yiddish; voll. 10-14 in ebraico. Yoel Kahn è particolarmente degno di nota per aver preparato i primi nove volumi dei Likkutei Sichos. Altri discorsi del Rebbe furono pubblicati in diversi formati, come quelli degli ultimi anni, raccolti in annuari, insieme ad antologie di sermoni inediti.

## Sintesi dei contenuti
Alcuni volumi dei Likkutei Sichos sono dedicati a spiegare la filosofia mistica chassidica mentre si ricollegano alle porzioni settimanali di Torah, alle feste ebraiche o ad altre idee prese da aspetti del pensiero tradizionale ebraico. Altri discorsi si concentrano sull'illustrazione delle dimensioni "rivelate" dell'ebraismo, come il commentario talmudico. In questa categoria rientrano i rinomati "Rashi Sichos". Il francese medievale Rashi è il più importante commentatore ebreo tradizionale dei libri biblici e dei molti volumi del Talmud. Il suo commentario sui 5 Libri della Torah spiega il significato semplice (vedi Pardes), con altri significati estratti col metodo Midrashico che pare venga utilizzato quando il significato semplice non risulta completamente chiaro. La natura essenziale delle spiegazioni del Rashi sulla Torah ha fatto scaturire molti altri sub-commentari di altri rabbini autorevoli che spiegano perché Rashi dica quello che dice. Si può affermare che i Rashi Sichos del Rebbe di Lubavitch siano forse il suo più innovativo contributo al pensiero ebraico, dovuto ad una completa padronanza ed erudizione su tutte le aree dell'ebraismo. Nei Rashi Sichos il Rebbe svolge un nuovo approccio citando inizialmente tutti i precedenti sub-commentari di autorità storiche per poi procedere ad una spiegazione sul perché siano insufficienti. Spesso tali precedenti spiegazioni si basano sul pensiero talmudico. Il Rebbe elucida l'apparentemente semplice spiegazione del Rashi spesso concludendo poi col connettere le sue soluzioni a esistenti paralleli mistici e spirituali nonché pratici. L'erudizione e conoscenza del Rebbe catturano la semplice essenza del misticismo chassidico e la congiunge agli aspetti rivelati dell'ebraismo cercando sempre di portare le idee ad una forma tangibile di comprensione e pratica ("Ciò che conta è l'azione"). Ciò riflette il significato basilare della Chassidus (filosofia chassidica) – come insegna il Rebbe nel suo discorso "Sull'essenza della Chassidus" - che scopre il significato spirituale interiore della Kabbalah e cerca di portare l'essenza Divina ai suoi livelli più bassi (e perciò comprensibii).

## Riferimenti utili
- Tradotto in italiano non esiste granché ma si può consultare il relativo sito Chabad per avere un'idea di come orientarsi. In inglese i primi volumi dei Likkutei Sichos sono stati tradotti e pubblicati da Kehot sebbene al momento pare siano fuori stampa. Esistono numerosi libri in inglese disponibili tramite la casa editrice Kehot che riassumono molte delle idee e discussioni presenti nei Likkutei Sichos ma spesso la relativa qualità e fili di pensiero ne vengono sminuiti a causa dei sunti incompleti sebbene questi ultimi possano assistere nella comprensione. Per compilazioni alternative si consulti la sezione in inglese del sito online di Kehot, sotto la voce"Rebbes: The Lubavitcher Rebbe" o sotto Likkutei Sichos (EN) .
- Forse la forma più accessibile di presentazione dei Likkutei Sichos viene fornita dai 5 volumi "The Gutnick Edition Chumash" che, compilati da Chaim Miller e pubblicati da Kol Menachem, danno un commentario in inglese della Torah preso dai Sichos del Rebbe. Questo agevole formato può affiancare le altre edizioni classiche della Torah col commentario inglese. In questi volumi, dedicati ai 5 Libri della Torah (Da Genesi a Deuteronomio, disponibili individualmente o nella serie completa), il commentario riassume specialmente i Rashi Sichos del Rebbe senza troppo comprometterne la bellezza strutturale (cfr. l'Introduzione di Chaim Miller ai Sichos). Viene fornita una sezione di Domande Classiche che mostra come autorità precedenti abbiano spiegato Rashi, poi viene presentato il commentario del Rebbe col suo particolare approccio interpretativo. Inoltre vengono elucidate idee chassidiche presenti nei Sichos del Rebbe in modo da offrire una panoramica delle molte dimensioni dei suoi discorsi.
- Per coloro che cercassero un'indagine approfondita e accademica sulla natura del discorsi di Schneerson esiste su di essi una tesi di dottorato, pubblicata dall'editore Jason Aronson (ora nel catalogo degli editori Rowman & Littlefield) * col titolo "The Educational Teachings of Rabbi Menachem M. Schneerson", di Aryeh Solomon e Louis David Solomon.*[collegamento interrotto]
- I Sichos vengono confrontati coi più profondi sermoni mistici del Rebbe – i Maamarim (Discorsi) – che utilizzano la terminologia kabbalistica. Un esempio accessibile è pubblicato dalla Kehot Publication Society col titolo "Basi LeGani: Chassidic Discourses" (trad. ingl. di Eliyahu Touger). Riporta l'ultimo discorso del 6º Rebbe di Lubavitch, nel 1950, ed il primo discorso del 7º Rebbe, nel 1951, col quale assunse la guida del movimento. Entrambi iniziano con una citazione dal Cantico dei Cantici biblico (5,1): "Basi legani..." ("Son venuto nel mio giardino..."). L'ultimo discorso del 6º Rebbe viene interpretato dal successore come un'allusione al suo messaggio per la generazione seguente. Il primo discorso del 7º Rebbe affronta direttamente il significato spirituale e il compito della nostra generazione.